# Vaughan Lewis
El doctor Vaughan Lewis (n. en 1940) es un destacado miembro del Partido Unido de los Trabajadores de Santa Lucía que ocupó de manera efímera la primera magistratura de esta isla ubicada en el mar Caribe. Tras la renuncia de John Compton a la jefatura del gobierno el doctor Lewis, un exdirector de la Organización de Estados del Caribe Oriental, asumió como primer ministro el 2 de abril de 1996 tomando a su vez la cartera de Finanzas, Planeación y Desarrollo y la de Relaciones Exteriores. En las siguientes elecciones celebradas el 23 de mayo de 1997, Lewis y su partido sufrieron un impresionante revés al perder todos los escaños en el Parlamento a excepción de uno y verse forzados a dimitir en favor del líder de los laboristas, el Dr. Kenneth Anthony.
| Predecesor: John Compton | Primer ministro de Santa Lucía 1996 _ 1997 | Sucesor: Kenneth Anthony |

## Enlaces relacionados
- Lista de gobernantes de Santa Lucía
- Partido Unido de los Trabajadores de Santa Lucía
- Política y gobierno de Santa Lucía
- Organización de Estados del Caribe Oriental

- Datos: Q353918